# Arbustrum Americanum
Arbustrum Americanum o The American grove, or, An alphabetical catalogue of forest trees and shrubs, natives of the American United States, arranged according to the Linnaean system (abreviado Arbust.Amer.) es un libro de botánica escrito por el botánico estadounidense Humphrey Marshall que fue editado en Filadelfia en el año 1785.
Es un catálogo alfabético de los árboles y arbustos forestales, nativos de los Estados Unidos de América.